# Yasutomo Nagai
Yasutomo Nagai (永井康友?, Nagai Yasutomo; Koshigaya, 29 ottobre 1965 – Assen, 12 settembre 1995) è stato un pilota motociclistico giapponese.

## Carriera
Nagai ha corso nel campionato All-Japan Road Race per molti anni, trascorrendone sette con la Yamaha. Sempre con la Yamaha, nel 1994 ha vinto il Bol d'Or insieme a Dominique e Christian Sarron. Nella stessa stagione esordisce nel mondiale Superbike conquistando pole position e podio nel Gran Premio di casa.
È deceduto il 12 settembre 1995, due giorni dopo un incidente in gara 2 al Gran Premio di Assen nel campionato mondiale Superbike a bordo di una Yamaha YZF750. La moto di Nagai scivola sull'olio lasciato dalla Ducati 916 di Fabrizio Pirovano e nella caduta il pilota giapponese viene travolto dal suo stesso mezzo. Dopo 2 giorni in coma, Nagai non riprende più conoscenza dopo l'incidente.
Nel suo primo campionato completo a livello internazionale ha ottenuto due pole position, diventando il primo giapponese ad ottenere una pole nel campionato mondiale Superbike fuori dal Giappone, in Austria, e tre piazzamenti a podio. Nonostante non avesse corso gli ultimi due Gran Premi, ha ottenuto il quinto posto finale. La Yamaha ha ritirato il suo team per gli ultimi due Gran Premi.

## Risultati in gara nel mondiale Superbike
| 1994 | Moto   |  |  |  |  |  |  |  |  |  |  |  |  |   |   |  |  |  |  |  |  |  |  |  |  |  |  | Punti | Pos. |
| ---- | ------ |  |  |  |  |  |  |  |  |  |  |  |  | - | - |  |  |  |  |  |  |  |  |  |  |  |  | ----- | ---- |
| 1994 | Yamaha |  |  |  |  |  |  |  |  |  |  |  |  | 3 | 5 |  |  |  |  |  |  |  |  |  |  |  |  | 26    | 25º  |

| 1995 | Moto   |   |   |    |    |    |   |   |   |   |   |   |   |    |   |     |   |   |   |   |   |  |  |  |  |  |  | Punti | Pos. |
| ---- | ------ | - | - | -- | -- | -- | - | - | - | - | - | - | - | -- | - | --- | - | - | - | - | - |  |  |  |  |  |  | ----- | ---- |
| 1995 | Yamaha | 4 | 4 | 13 | 18 | 14 | 7 | 5 | 4 | 9 | 6 | 5 | 6 | 10 | 5 | Rit | 4 | 3 | 2 | 7 | 5 |  |  |  |  |  |  | 188   | 5º   |

| Legenda | 1º posto        | 2º posto            | 3º posto           | A punti      | Senza punti        | Grassetto – Pole position Corsivo – Giro più veloce |
| Legenda | Gara non valida | Non qual./Non part. | Ritirato/Non class | Squalificato | '-' Dato non disp. | Grassetto – Pole position Corsivo – Giro più veloce |